# Johan Carl Hellberg
Johan Carl Hellberg, född 16 november 1815 i Göteborg, död 5 oktober 1877 i Stockholm, var en svensk ämbetsman och tidningsman. Han var son till lektor Johan Hellberg. 
Hellberg blev student vid Uppsala universitet 1836 och avlade kameralexamen 1839. Då han blev extraordinarie kanslist i generaltullstyrelsen sommaren samma år hade han goda förutsättningar för en karriär i statens tjänst. Hellberg var vän med Carl Fredrik af Wingård som tidigare varit faderns medtävlare om biskopsstolen i Göteborg, han hade tjänat som informator hos Carl Gustaf Hård på Klagstorp, vilken 1843 blev hans svärfar, och där introducerats i högadliga kretsar, och bland annat lärt känna Carl Henrik Gyllenhaal. På hösten 1839 inträdde han som extraordinarie kanslist i ecklesiastikexpeditionen där han fick Christopher Isac Heurlin som chef. Genom Heurlin och Wingård som var ledande inom prästeståndet blev Hellberg under riksdagen 1840-1841 kanslist hos prästeståndet. Hellberg kom även att få författa Carl Fredrik af Wingårds biografi i Brockhaus Enzyklopädie. Hösten 1839 hade Hellberg blivit redaktör för Svenska biet, som med stöd från bland andra Gyllenhaal och af Wingård men även från andra konservativa krafter som Hans Järta och själve kungen Karl XIV Johan drev gäck med den liberala oppositionen. Under Hellbergs ledning lyckades man få en större upplaga än Dagligt Allehanda. Hellberg blev hösten 1843 kanslist i hovexpeditionen. Efter Karl XIV Johans död upphörde dock stödet från kungahuset och stärkta liberala vindar gjorde att allt fler av tidningens understödjare drog sig ur och på i december 1844 tvingades han att lägga ned Svenska biet. Han startade i stället efter uppmuntran av Karl Fredrik af Wingård och August von Hartmansdorff tidningen Morgonen. Den drevs ungefär ett år innan den lades ned. Tidningen fick ingen större upplaga och han verkar själv mest sett det som ett mellanspel, och överlät främst artikelförfattandet på andra. Då tidningen lades ned blev han utsedd till ansvarig utgivare av Post- och Inrikes Tidningar och vikarie för Per Adam Wallmark. Efter långdragna förhandlingar övertog han slutligen 1847 posten som utgivare av tidningen. Hellbergs främsta uppgift blev att försöka få tidningen att gå med vinst, något han efter hårt arbete lyckades med, men måste efter detta på grund av överansträngning 1852 lämna posten för att resa utomlands för bad i Aachen. Under samma resa passade han även på att studera pressförhållandena i Paris. Hellberg utsågs 1853 till protokollssekreterare i hovexpeditionen. Efter återkomsten till Sverige och arbetet med Post- och Inrikes Tidningar blev han dock efter några år snart utbränd igen, och började leta efter en tjänst inom postverket för att kunna lämna sitt redaktörskap. År 1856 utsågs han till postmästare vid den svenska postkontoret i Hamburg, och blev 1857 kontorets postdirektör. Under vistelsen i Hamburg utgav han tidskriften Svenskt postarkiv. Då kontoret drogs in 1869 valde Hellberg att återvända till Sverige och pensionera sig, och bosatte sig i Skövde, där han utgav den självbiografiska Ur minnet och dagboken om mina samtida, personer och händelser efter 1815 inom och utom fäderneslandet under pseudonym Posthumus (12 band, 1870-74).